# Sven Breugelmans
Sven Breugelmans   (Turnhout, 12 d'agost de 1979) és un pilot de motocròs flamenc, dues vegades Campió del món de MX3 amb KTM. Va guanyar el seu primer títol mundial la temporada del 2005. Els dos anys següents el campionat se l'endugué l'occità Yves Demaria. El 2008 va tornar a revalidar el títol, cosa que li valgué el premi Het Gouden Stuur ("El volant/manillar d'or"), màxim guardó en l'esport del motor a Bèlgica.
El 2009 va començar la temporada guanyant la primera mànega del primer Gran Premi, però va haver d'abandonar a causa d'una lesió que havia patit un any abans. Aleshores va haver de ser operat del canell dues vegades, perdent així tota possibilitat de defensar el seu títol.

## Palmarès al Campionat del Món
| Any          | Motocicleta  | MX3 |
| ------------ | ------------ | --- |
| 2004         | KTM          | 4t  |
| 2005         | KTM          | 1r  |
| 2006         | KTM          | 2n  |
| 2007         | KTM          | 2n  |
| 2008         | KTM          | 1r  |
| 2009         | KTM          | 29è |
| Total títols | Total títols | 2   |

1. ↑  Lesionat.